# Münster (Rottenburg an der Laaber)
Münster ist ein Gemeindeteil der Stadt Rottenburg an der Laaber im niederbayerischen Landkreis Landshut. Bis 1978 bildete es eine selbstständige Gemeinde.

## Lage
Das Kirchdorf Münster liegt in der Hallertau etwa drei Kilometer nordöstlich von Rottenburg.

## Geschichte
Münster geht auf eine Klostergründung der Agilolfinger zurück und war im Frühmittelalter ein Schwerpunkt der Christianisierung. Vom Kloster Münster aus, das bis zu den Ungarnstürmen im 10. Jahrhundert bestand, nahm die Rodung der Wälder ihren Anfang. Neben der Rodungstätigkeit gehörte zur Aufgabe der Mönche die Seelsorge und Missionierung sowie die Beherbergung der Reisenden auf der alten Römerstraße, die nahe am Kloster vorbeiführte.
Die Ruralgemeinde Münster wurde durch das bayerische Gemeindeedikt 1818 gegründet. Die Gemeinde umfasste neben Münster die Orte Kreuzthann, Obervorholzen und Oed. Sie gehörte zum Landkreis Rottenburg an der Laaber und wurde im Zuge der Gebietsreform in Bayern am 1. Mai 1978 in die Stadt Rottenburg an der Laaber eingegliedert.
Im Jahr 1983 beteiligte sich Münster an dem Wettbewerb Unser Dorf soll schöner werden und belegte auf Landkreis- und Bezirksebene den ersten, im Landesentscheid den zweiten Platz. Von der Siegprämie wurde der Dorfbrunnen angeschafft, der in der Nähe der Filialkirche St. Peter steht.

## Sehenswürdigkeiten
- Filialkirche St. Peter. Langhaus und Turmunterbau sind romanisch und stammen aus dem 13. Jahrhundert. Chor und Turmaufbau sind spätgotisch und entstanden um 1500. Im Jahr 1786 wurde die Kirche erweitert und 1913/1914 umfassend renoviert. Die Fresken schuf Josef Wittmann.

## Vereine
- Freiwillige Feuerwehr Münster
- Gartenbauverein Münster
- Heimat- und Volkstrachtenverein Münster
- Katholische Landjugendbewegung Münster
- Römerschützen Münster e. V.
- Böllerschützen Münster
- Münsterer Männerchor
- Sportverein Münster / SV Münster
- AH Münster
- Wanderverein Pattendorf-Münster Süd
- CHVM(Cannabis-Haschbrüderverein-Münster)